# Marc Lamti
 (avril 2020).
Marc Lamti, né le 28 janvier 2001 à Cologne en Allemagne, est un footballeur international tunisien. Il évolue au poste de défenseur.

## Biographie

### En sélection
Le 7 juin 2019, Lamti joue son premier match avec la Tunisie en amical contre l'Irak, en entrant à la 81e minute à la place d'Ellyes Skhiri.

## Statistiques
| Saison                | Club                  | Championnat           | Championnat | Championnat | Coupe(s) nationale(s) | Coupe(s) nationale(s) | Compétition(s) continentale(s) | Compétition(s) continentale(s) | Compétition(s) continentale(s) | Total | Total |
| Saison                | Club                  | Division              | M.          | B.          | M.                    | B.                    | Comp.                          | M.                             | B.                             | M.    | B.    |
| 2021-2022             | Hanovre 96 II         | Regionalliga Nord     | 4           | 0           | -                     | -                     | -                              | -                              | -                              | 4     | 0     |
| Sous-total            | Sous-total            | Sous-total            | 4           | 0           | 0                     | 0                     | -                              | 0                              | 0                              | 4     | 0     |
| 2021-2022             | Hanovre 96            | 2.Bundesliga          | 1           | 0           | 1                     | 0                     | -                              | -                              | -                              | 2     | 0     |
| Sous-total            | Sous-total            | Sous-total            | 1           | 0           | 1                     | 0                     | -                              | 0                              | 0                              | 2     | 0     |
| Total sur la carrière | Total sur la carrière | Total sur la carrière | 4           | 0           | 1                     | 0                     | -                              | 0                              | 0                              | 5     | 0     |